# Мортон, Уильям (врач)
Уи́льям То́мас Грин Мо́ртон (англ. William Thomas Green Morton; 9 августа 1819 — 15 июля 1868) — американский стоматолог и хирург, который впервые продемонстрировал успешное применение ингаляционного эфира в качестве анестетика для создания наркоза в 1846 году. Считается первооткрывателем общей анестезии, то есть наркоза.

## Биография
Уильям Мортон родился 9 августа 1819 года в городе Чарлтон, штат Массачусетс (США), в семье фермеров Джеймса Мортона и Ребекки Ниидхэм. В молодости он учился в Балтиморском колледже зубной хирургии и в 1842 году начал свою практику. В период с 1842 по 1843 год Мортон работал в партнёрстве с Хорасом Уэллсом. Этот дантист был ровесником Мортона и интересовался анестезией. Однако их партнёрство не оказалось прибыльным и в конце 1843 года закончилось.
Год спустя Уэллс начал проводить эксперименты с закисью азота («веселящий газ») как с анестетиком. Он смог эффективно использовать её в своей врачебной практике в Хартфорде, Коннектикут. К сожалению, публичная демонстрация применения анестезии, которую Уэллс предпринял в Бостоне, закончилась неудачно, и он покончил жизнь самоубийством.
В 1844 г. Уильям женился на шестнадцатилетней мисс Элизабет Уитмен, племяннице своей кредиторши. Через год у них родился первый сын.
Мортон так и не извлёк выгод из своего открытия и, преследуемый конкурентами на первенство его открытия, прожил последние годы в нищете. В июле 1868 года Уильям Мортон был в Нью-Йорке. Было жарко, и он отправился в Центральный парк искать облегчения от зноя, но во время прогулки он потерял сознание и вскоре умер. Похоронен на кладбище Маунт-Оберн в Уотертауне и Кембридже, штат Массачусетс.

## Медицина

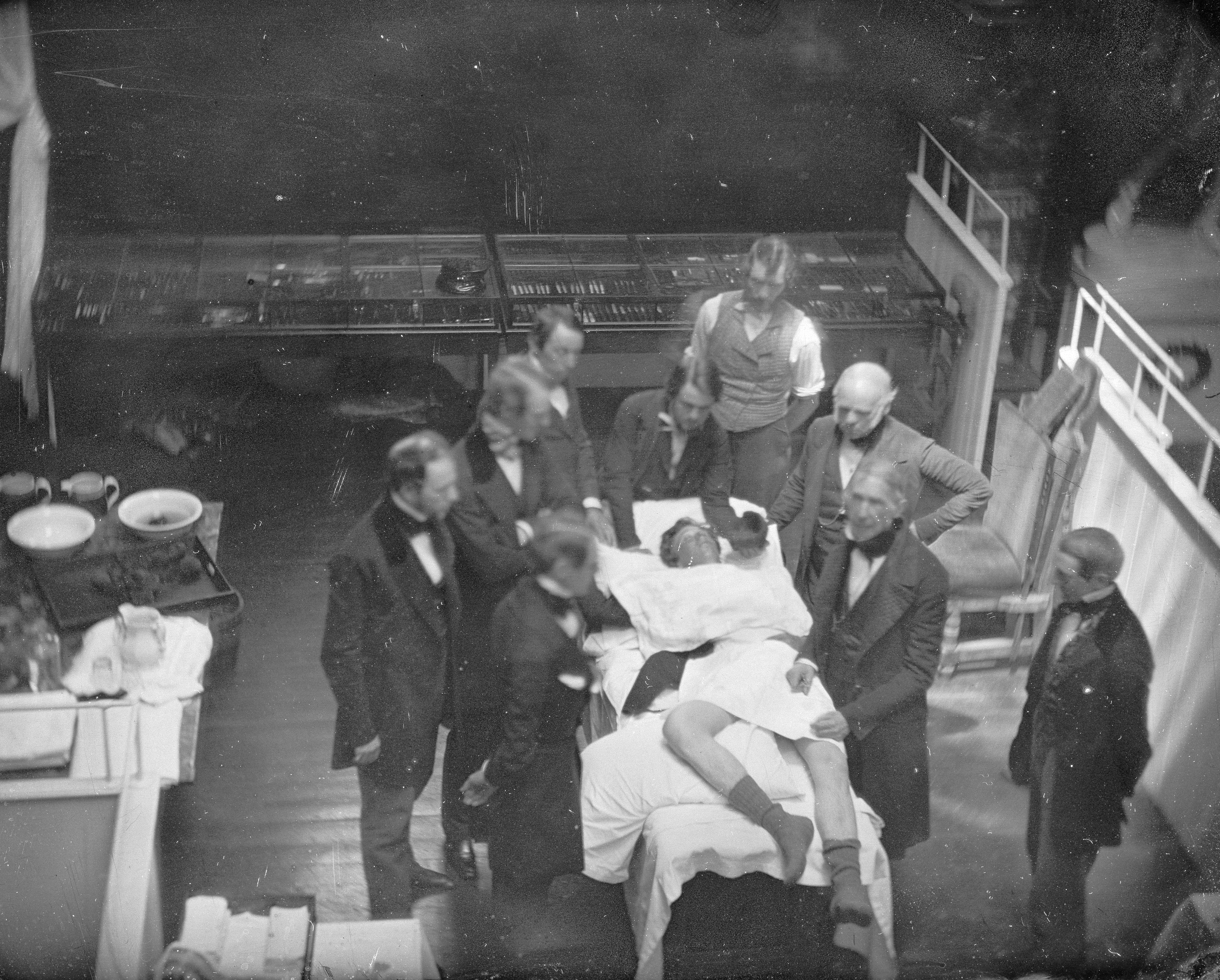
Мортон проводит первый наркоз (16 октября 1846)

16 октября 1846 года в клинике Бостона Мортон провёл первый в мире наркоз. В качестве анестетика был использован диэтиловый эфир. Первая операция, проведённая под наркозом, была удалением подчелюстной опухоли.
Ему также принадлежит описание метатарзальной невралгии, получившей название «Мортоновская».